# Медаль Томаса Ханта Моргана
Медаль Томаса Ханта Моргана — награда,  присуждаемая Обществом генетики Америки (ОГА) за пожизненный вклад в области генетики.
Медаль названа в честь Томаса Ханта Моргана, лауреата Нобелевской премии 1933 года за его работы с дрозофилами и его «за открытия, связанные с ролью хромосом в наследственности». Морган понял, что дрозофилы, которые могут быть выведены быстро и недорого, имеют большое количество потомства с коротким жизненным циклом, будут отличным организмом для генетических исследований. Его исследования белоглазой мутации и открытие связанного с полом наследования предоставили первые экспериментальные доказательства того, что хромосомы являются носителями наследственной информации. Последующие исследования в его лаборатории привели к открытию рекомбинации и первых генетических карт.
В 1981 году ОГА учреждена медаль Томаса Ханта Моргана за выдающиеся достижения в честь этого классического генетика, который был среди тех, кто заложил основы современной генетики.

## Лауреаты
- 1981:  Барбара Мак-Клинток
00000 –и Маркус Мортон Роудс
- 1982: Сьюалл Райт
- 1983:  Эдвард Льюис
- 1984:  Джордж Уэлс Бидл
00000 –и Роял Александер Бринк[англ.]
- 1985: Herschel L. Roman[англ.]
- 1986: Сеймур Бензер
- 1987: Джеймс Кроу
- 1988: Norman H. Giles[англ.]
- 1989: Dan L. Lindsley[англ.]
- 1990: Чарлз Яновский
- 1991: Armin Dale Kaiser[англ.]
- 1992: Edward H. Coe, Jr.[1]
- 1993: Ray D. Owen[англ.]
- 1994: David D. Perkins[англ.]
- 1995: Метью Мезельсон[2]
- 1996: Franklin W. Stahl[англ.][3]
- 1997: Oliver E. Nelson[4]
- 1998: Норман Горовиц
- 1999: Salome Waelsch[англ.][5]
- 2000: Эвелин Виткин[6]
- 2001: Yasuji Oshima[7]
- 2002: Айра Херсковиц
- 2003: Дэвид Хогнесс[8]
- 2004: Брюс Эймс[9]
- 2005: Robert L. Metzenberg[англ.][10]
- 2006: Масатоси Нэи[11]
- 2007:  Оливер Смитис[12]
- 2008: Michael Ashburner[англ.][13]
- 2009: John Roth[англ.]
- 2010: Alexander Tzagoloff
- 2011: James E. Haber
- 2012: Kathryn V. Anderson[14]
- 2013: Thomas D. Petes[15]
- 2014: Frederick M. Ausubel[англ.]
- 2015: Brian Charlesworth[англ.]
- 2016: Nancy Kleckner[англ.]
- 2017: Ричард Чарлз Левонтин
- 2018: Барбара Мейер
- 2019: Daniel Hartl[англ.]
- 2020: Финк, Джеральд & Ботштейн, Дэвид
- 2021: Леманн, Рут